# 特拉瓦达
特拉瓦达，是西班牙加利西亚自治区卢戈省的一个市镇。 总面积83平方公里，总人口1591人（2001年），人口密度19人/平方公里。